# Matriz positiva definida
Em álgebra linear, uma matriz definida positiva é uma matriz que, em muitos aspectos, é análoga a um número real positivo. A noção é parecida com a de uma forma bilinear simétrica positiva-definida (ou uma forma sesquilinear no caso complexo).
A definição adequada de definida positiva não tem ambiguidades no caso de matrizes Hermitianas, mas não há consenso na literatura a respeito de como ela deve ser estendida para matrizes não Hermitianas, se é que isso deve ser feito. (Consulte a seção sobre Matrizes não Hermitianas abaixo)

## Definição
Uma matriz real M de ordem n × n é definida positiva se zTMz  > 0 para todos os vetores não-nulos z com entradas reais (isto é, {\displaystyle z\in \mathbb {R} ^{n}}), em que zT denota o transposto de z.
Uma matriz complexa M de ordem n × n é definida positiva se ℜ(z*Mz) > 0 para todos os vetores complexos não-nulos z, em que z* denota o transposto conjugado de z e ℜ(c) é a parte real de um número complexo c.
Uma matriz complexa Hermitiana M de ordem n × n é definida positiva se z*Mz > 0 para todos os vetores complexos não-nulos z. A quantidade z*Mz é sempre um número real porque M é uma matriz hermitiana.

## Caracterizações
Seja M uma matriz hermitiana n × n. As seguintes propriedades são equivalentes a M ser positiva definida:
| 1. | Todos os autovalores {\displaystyle \lambda _{i}} de {\displaystyle M} são positivos. Lembre-se que que qualquer Hermitiana M possui uma decomposição espectral M = P−1DP em que P é uma matriz unitária cujas linhas são autovetores ortonormais de M, formando uma base, e D é uma matriz diagonal. Portanto M pode ser considerada como uma matriz diagonal real D que foi expressa em um outro sistema de coordenadas. Esta caracterização significa que M é positiva definida se e somente se os elementos da diagonal de D (os autovalores) são todos positivos. Em outras palavras, na base que consiste de autovetores de M, a ação de M é a multiplicação componente a componente com um elemento (fixo) de Cn com entradas positivas{{esclarecer\|data=novembro de 2011. |
| 2. | A forma sesquilinear {\displaystyle \langle {\textbf {x}},{\textbf {y}}\rangle ={\textbf {x}}^{*}M{\textbf {y}}} define um produto interno em Cn. (De fato, todo produto interno em Cn é obtido desta forma a partir de uma matriz Hermitiana definida positiva.) Em particular, a propriedade de uma matriz Hermitiana ser positiva definida é equivalente ao fato de que {\displaystyle \langle \mathbf {x} ,\mathbf {x} \rangle >0} para todo x diferente de zero. |
| 3. | M é a matriz de Gram de alguma coleção de vetores linearmente independentes {\displaystyle {\textbf {x}}_{1},\ldots ,{\textbf {x}}_{n}\in \mathbb {C} ^{k}} para algum k. Em outras palavras, M tem a seguinte propriedade: {\displaystyle M_{ij}=\langle {\textbf {x}}_{i},{\textbf {x}}_{j}\rangle ={\textbf {x}}_{i}^{*}{\textbf {x}}_{j}.} Opcionalmente, pode-se impor que os vetores xi pertençam a Cn. Em outras palavras, M é da forma A*A onde A não é necessariamente quadrada, mas deve ser injetora em geral. |
| 4. | Todas as matrizes a seguir possuem determinante positivo (o critério de Sylvester): - o canto superior esquerdo 1-por-1 de {\displaystyle M} - o canto superior esquerdo 2-por-2 de {\displaystyle M} - o canto superior esquerdo 3-por-3 de {\displaystyle M} - a própria {\displaystyle M} Em outras palavras, todos os menores principais líderes são positivos. Para matrizes semidefinidas positivas, todos os menores principais devem ser não-negativos. Considerar apenas os menores principais líderes não garante que a matriz seja semidefinida positiva, como pode se ver no exemplo {\displaystyle {\begin{bmatrix}0&0\\0&-1\end{bmatrix}}.} |
| 5. | Existe uma única matriz triangular inferior {\displaystyle L,} com elementos da diagonal estritamente positivos, que permite a fatoração de {\displaystyle M} como {\displaystyle M=LL^{*}.} em que {\displaystyle L^{*}} é a conjugada transposta de {\displaystyle L.} Esta fatoração é conhecida como a fatoração de Cholesky. |
| 6. | A função quadrática associada a M {\displaystyle f(\mathbf {x} )={\frac {1}{2}}\mathbf {x} ^{\mathrm {T} }M\mathbf {x} -\mathbf {x} ^{\mathrm {T} }\mathbf {b} } é, indiferente ao valor de b, uma função estritamente convexa. Nesse caso, {\displaystyle f(\mathbf {x} )} possui um mínimo global, e isso explica porque as matrizes definidas positivas são tão comuns em problemas de otimização. |

Para matrizes simétricas reais, estas propriedades podem ser simplificadas trocando-se {\displaystyle \mathbb {C} ^{n}} por {\displaystyle \mathbb {R} ^{n},} e "transposição conjugada" por "transposição".

### Formas quadráticas
Expandindo a condição 2 acima, pode-se formular a definição do que é ser "definida positiva" em termos de formas quadráticas. Seja K o corpo R ou C, e V um espaço vetorial sobre K. Uma forma Hermitiana
{\displaystyle B:V\times V\rightarrow K}
é uma aplicação bilinear tal que B(x, y) é sempre o conjugado complexo de B(y, x). Uma função B deste tipo é chamada definida positiva se B(x, x) > 0 para todo x não-zero em V.

## Matrizes definidas negativas, semidefinidas e indefinidas

### Negativa definida
O n × n diz-se que a matriz Hermitiana {\displaystyle M} é negativa definida se {\displaystyle x^{*}Mx<0} para todo {\displaystyle x\in \mathbb {R} ^{n}} não-zero (ou, analogamente, todo {\displaystyle x\in \mathbb {C} ^{n}} não-zero). 
A matriz m será negativa definida se e somente se:
- A matriz simétrica resultante da soma de M com sua transposta, {\displaystyle \left(M+M^{T}\right),} também for negativa definida [1].
- A matriz inversa {\displaystyle M^{-1}} for negativa definida.
- Se a matriz M for simétrica, então ela será negativa definida se e somente se todos os seus valores característicos forem negativos.

A matriz é definida negativa se todos os auto-valores são negativos, é semi-definida positiva se todos são maiores ou iguais a zero, e semi-definida negativa se todos são menores ou iguais a zero.

### Matriz semi-definida negativa
A matriz quadrada M é chamada  semidefinida-negativa se {\displaystyle x^{*}Mx\leq 0} para todo {\displaystyle x\in \mathbb {R} ^{n}} (ou {\displaystyle \mathbb {C} ^{n}}).  

### Matriz positiva semi-definida
A matriz quadrada M é chamada positiva-semidefinida se {\displaystyle x^{*}Mx\geq 0} para todo {\displaystyle x\in \mathbb {R} ^{n}} (ou {\displaystyle \mathbb {C} ^{n}}). 
A matriz M é positiva semi-definida se e somente se ela se sobressai como Gram matriz de alguns vetores fixos.  Ao contrário do caso definido positivo, estes vetores não precisam ser linearmente independentes.

### Comparação
Seja A uma matriz simétrica n X n e x um vetor (ou escalar, que é um vetor 1X1) em {\displaystyle \mathbb {R} ^{N}.} Então:
| A matriz A é...                           | A matriz A é...                              | Se e somente se...                                                                | Ou, equivalentemente, se o valor dos autovalores {\displaystyle \lambda _{i}} de {\displaystyle A} | Determinante das submatrizes principais                                       | Se esta condição valer, então a matriz inversa {\displaystyle A^{-1}.} |
| ----------------------------------------- | -------------------------------------------- | --------------------------------------------------------------------------------- | -------------------------------------------------------------------------------------------------- | ----------------------------------------------------------------------------- | ---------------------------------------------------------------------- |
| Semidefinida                              | Não negativa (matriz positiva semi-definida) | {\displaystyle x^{T}Ax\geq 0,\forall x\neq 0}                                     | Forem não-negativos                                                                                | São todos não negativos                                                       | e                                                                      |
| Semidefinida                              | Não-positiva (matriz semi-definida negativa) | {\displaystyle x^{T}Ax\leq 0,\forall x\neq 0}                                     | são não positivas                                                                                  | Alternam os sinais, sendo não positivos nas impares e não negativos nas pares | e                                                                      |
| Definida (e portanto também semidefinida) | Positiva                                     | {\displaystyle x^{T}Ax>0,\forall x\neq 0}                                         | Forem todos positivos                                                                              | São todos positivos                                                           | existe e é positiva definida                                           |
| Definida (e portanto também semidefinida) | Negativa                                     | {\displaystyle x^{T}Ax<0,\forall x\neq 0}                                         | Forem todos negativos                                                                              | Alternam os sinais, sendo negativos nas impares e positivos nas pares         | e                                                                      |
| Indefinida                                | Indefinida                                   | {\displaystyle x^{T}Ax>0} para alguns x e {\displaystyle x^{T}Ax<0} para outros x | Exemplo                                                                                            | e                                                                             | e                                                                      |

Note que a quantidade {\displaystyle x^{T}Mx} é sempre real. Esta expressão é conhecida como forma quadrática de M  .

## Exemplos de matrizes positivas definidas
- A matriz identidade {\displaystyle I={\begin{bmatrix}1&0\\0&1\end{bmatrix}}}é definida positiva, pois {\displaystyle a^{T}Ia={\begin{bmatrix}a_{11}&a_{21}\end{bmatrix}}{\begin{bmatrix}1&0\\0&1\end{bmatrix}}{\begin{bmatrix}a_{11}\\a_{21}\end{bmatrix}}={\begin{bmatrix}a_{11}&a_{21}\end{bmatrix}}{\begin{bmatrix}a_{11}\\a_{21}\end{bmatrix}}=a_{11}^{2}+a_{21}^{2},} que é sempre um número positivo (por ser uma soma de números não nulos ao quadrado).
- A matriz real e simétrica {\displaystyle Z={\begin{bmatrix}2&-1&0\\-1&2&-1\\0&-1&2\end{bmatrix}}}é positiva definida, pois

{\displaystyle a^{T}Za={\begin{bmatrix}{\color {Blue}a_{11}}&{\color {YellowOrange}a_{21}}&{\color {OliveGreen}a_{31}}\end{bmatrix}}{\begin{bmatrix}{\color {Red}2}&-1&0\\{\color {Magenta}-1}&2&-1\\{\color {Cyan}0}&-1&2\end{bmatrix}}{\begin{bmatrix}a_{11}\\a_{21}\\a_{31}\end{bmatrix}}={\begin{bmatrix}{\color {Red}2}{\color {Blue}a_{11}}{\color {Magenta}-1}{\color {YellowOrange}a_{21}}+{\color {Cyan}0}{\color {OliveGreen}a_{31}}&-1{\color {Blue}a_{11}}+2{\color {YellowOrange}a_{21}}-1{\color {OliveGreen}a_{31}}&0{\color {Blue}a_{11}}-1{\color {YellowOrange}a_{21}}+2{\color {OliveGreen}a_{31}}\end{bmatrix}}{\begin{bmatrix}a_{11}\\a_{21}\\a_{31}\end{bmatrix}}=}
{\displaystyle a_{11}\left[{\color {Red}2}{\color {Blue}a_{11}}{\color {Magenta}-1}{\color {YellowOrange}a_{21}}+{\color {Cyan}0}{\color {OliveGreen}a_{31}}\right]+a_{21}\left[-1{\color {Blue}a_{11}}+2{\color {YellowOrange}a_{21}}-1{\color {OliveGreen}a_{31}}\right]+a_{31}\left[0{\color {Blue}a_{11}}-1{\color {YellowOrange}a_{21}}+2{\color {OliveGreen}a_{31}}\right]=}
{\displaystyle a_{11}\left[{\color {Red}2}{\color {Blue}a_{11}}{\color {Magenta}-1}{\color {YellowOrange}a_{21}}\right]+a_{21}\left[-1{\color {Blue}a_{11}}+2{\color {YellowOrange}a_{21}}-1{\color {OliveGreen}a_{31}}\right]+a_{31}\left[-1{\color {YellowOrange}a_{21}}+2{\color {OliveGreen}a_{31}}\right]=\left[2a_{11}^{2}-1a_{21}a_{11}\right]+\left[-1a_{11}a_{21}+2a_{21}^{2}-1a_{31}a_{21}\right]+\left[-1a_{21}a_{31}+2a_{31}^{2}\right]}
Reorganizando os elementos da soma acima, temos:
{\displaystyle a_{11}^{2}+\left\{a_{11}^{2}-2a_{21}a_{11}+a_{21}^{2}\right\}+\left\{a_{21}^{2}-2a_{21}a_{31}+a_{31}^{2}\right\}+a_{31}^{2}=}
{\displaystyle a_{11}^{2}+\left\{a_{11}-a_{21}\right\}^{2}+\left\{a_{21}-a_{31}\right\}^{2}+a_{31}^{2}}, que é um número sempre positivo por ser uma soma de quadrados.

## Exemplos de matrizes negativas definidas
- A matriz identidade negativa {\displaystyle -I={\begin{bmatrix}-1&0\\0&-1\end{bmatrix}}}é definida negativa, pois {\displaystyle a^{T}Ia={\begin{bmatrix}a_{11}&a_{21}\end{bmatrix}}{\begin{bmatrix}-1&0\\0&-1\end{bmatrix}}{\begin{bmatrix}a_{11}\\a_{21}\end{bmatrix}}={\begin{bmatrix}-a_{11}&-a_{21}\end{bmatrix}}{\begin{bmatrix}a_{11}\\a_{21}\end{bmatrix}}=-a_{11}^{2}-a_{21}^{2},} que é sempre um número negativo (por ser uma soma de números não nulos ao quadrado multiplicada por (-1)).